# オイゲノール
オイゲノール (eugenol) はグアイアコールにアリル基が置換した構造を持つ、フェニルプロパノイドの一種である。無色から淡黄色の油状液体で、クローブなどの精油に含まれている。水にはわずかに溶け、有機溶媒にはよく溶ける。刺激のある快い芳香を持つ。消防法に定める第4類危険物 第3石油類に該当する。

## 存在
天然にはクローブ（精油70–95%）、ピメント（精油60–90%）、ローリエ（精油50–60%）、シナモン（皮油5–10%、精油90%以上）などに含まれる。そのほかバジリコ、バナナ、ナツメグにも含有される。これらの精油から5%水酸化カリウム溶液で抽出される。

## 用途
香水、香料、精油、殺菌剤や麻酔薬などの医薬品に用いられる。かつてはバニリンを合成する際の中間体であるイソオイゲノールの製造に用いられていたが、のちにバニリンはフェノールかリグニンから作られるようになった。
酸化亜鉛と練和した酸化亜鉛ユージノール (zinc oxide eugenol, ZOE) は歯科領域で歯の仮封、歯髄の鎮痛消炎や補綴（ほてつ）に使われる。
オイゲノールを含むメトキシフェノールの誘導体は、香料や医薬品のほか、昆虫の誘引剤、紫外線吸収剤、殺生物剤、消毒薬、さらには合成樹脂やゴムの安定化剤・抗酸化剤の製造に利用される。クローブ油は熱帯魚用の麻酔薬としても使われるようになってきている。
オイゲノールはMDMAなどのフェネチルアミン類の密造にも使用される。また、クレテック（チョウジタバコ）の活性成分はオイゲノールとニコチンである。

## 毒性
過剰に摂取すると、血尿・痙攣・下痢・吐き気・意識喪失・めまい・動悸などの症状があらわれる。皮膚に触れるとアレルギー反応により皮膚炎を起こすことがある。